# Scie (rivière)
Pour les articles homonymes, voir Scie (homonymie).
La Scie est une petite rivière française qui coule dans le département des Deux-Sèvres. C'est un affluent gauche de l'Argenton, donc un sous-affluent de la Loire par le Thouet.

## Géographie
De 8,8 km de longueur, la Scie prend sa source sur le territoire de la commune de Nueil-les-Aubiers, à 161 mètres d'altitude, au nord-nord-est de la petite ville de Mauléon, dans le département des Deux-Sèvres. 
Elle a un parcours orienté depuis l'ouest vers l'est. 
Elle se jette dans l'Argenton (rive gauche) à Nueil-les-Aubiers à 101 mètres d'altitude, à une petite quinzaine de kilomètres au nord-ouest de Bressuire, toujours dans le département des Deux-Sèvres.

### Communes et cantons traversés
Dans le seul département des Deux-Sèvres, la Scie traverse les deux communes suivantes, de l'amont vers l'aval, de Nueil-les-Aubiers (source et confluence) et Mauléon.
Soit en termes de cantons, la Scie prend source et conflue dans le canton de Mauléon, dans l'arrondissement de Bressuire, dans l'intercommunalité communauté d'agglomération du Bocage Bressuirais.

### Bassin versant
Son bassin versant est de 42 km2. La Scie traverse une seule zone hydrographique « l'Argent de sa source au Dolo (nc) ».

## Affluents
La Scie a trois tronçons affluents référencés. le seul nommé et de plus de deux kilomètres est le ruisseau de Gauduchaud (rd) 8 km sur la seule commune de Mauléon avec six affluents de trois kilomètres maximum et de rang de Strahler deux.

### Rang de Strahler
Donc le rang de Strahler de la Scie est de trois par le ruisseau de Gauduchaud.

## Hydrologie
La Scie est une rivière très irrégulière, à l'instar de ses voisines de la région de l'ouest du bassin de la Loire, en l'occurrence de l'ouest du bassin du Thouet. Son régime hydrologique est dit pluvial océanique.

### La Scie aux Aubiers
Son débit a été observé durant une période de 13 ans (1973-1985), aux Aubiers, à 99 m d'altitude, localité où se déroule la plus grande partie de son cours, y compris sa source et son confluent avec l'Argenton. La surface ainsi prise en compte est de 42 km2, soit la quasi-totalité du bassin versant de la rivière.
Le module de la rivière aux Aubiers est de 0,356 m3/s.
La Scie présente des fluctuations saisonnières de débit fort marquées, comme très souvent dans cette région de l'ouest du bassin de la Loire. Les hautes eaux se déroulent en hiver et se caractérisent par des débits mensuels moyens allant de 0,596 à 0,924 m3/s, de décembre à mars inclus (avec un maximum très net en février). À partir du mois de mars, le débit baisse rapidement jusqu'aux basses eaux d'été qui ont lieu de juin à septembre inclus, entraînant une baisse du débit mensuel moyen jusqu'à 0,026 m3/s au mois de septembre, ce qui est fort maigre. Mais ces moyennes mensuelles ne sont que des moyennes et cachent des fluctuations bien plus prononcées sur de courtes périodes ou selon les années.

### Étiage ou basses eaux
Aux étiages, le VCN3 peut chuter jusque 0,0 m3/s, en cas de période quinquennale sèche, la rivière tombant ainsi totalement à sec. Mais ce fait n'est pas rare parmi les cours d'eau de la région coulant sur la partie orientale du vieux socle armoricain peu perméable.

### Crues
Les crues peuvent être très importantes, compte tenu de la petitesse du bassin versant. Les QIX 2 et QIX 5 valent respectivement 9,4 et 15 m3/s. Le QIX 10 est de 18 m3/s, le QIX 20 de 22 m3/s, tandis que le QIX 50 n'a pas été calculé, faute d'une durée d'observation suffisamment longue.
Le débit instantané maximal enregistré à la station des Aubiers a été de 25 m3/s le 1er juillet 1983, tandis que la valeur journalière maximale était de 12,5 m3/s le 9 avril de la même année. Si l'on compare la première de ces valeurs à l'échelle des QIX de la rivière, l'on constate que cette crue était plus importante que la crue cinquantennale définie par le QIX 50, et donc très exceptionnelle.

### Lame d'eau et débit spécifique
La Scie est une rivière assez abondante. La lame d'eau écoulée dans son bassin versant est de 269 millimètres annuellement, ce qui est certes inférieur à la moyenne d'ensemble de la France, mais dépasse la moyenne des bassins de la Loire (plus ou moins 245 millimètres) et du Thouet. Le débit spécifique (ou Qsp) atteint le chiffre de 8,5 litres par seconde et par kilomètre carré de bassin.